# 동진 애제

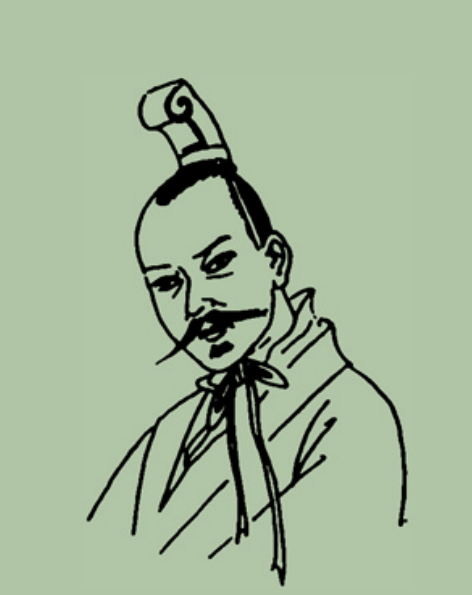

진 애황제 사마비(晉 哀皇帝 司馬丕, 341년 ~ 365년)는 중국 남북조 시대 동진의 제6대 황제(재위: 361년 ~ 365년)이다. 자는 천령(千齡)이다.

## 생애
341년에 성제와 주씨 사이에서 장남으로 태어났다. 자는 천령으로 2살 때 낭야왕이 되었고 5살 때 산기상시가 되었다. 356년에 중군장군이 되고 359년에는 표기장군이 되었다.
361년 5월에 자식없이 죽은 사촌동생 목제의 뒤를 이어 황제가 됐는데 그는 서예에는 소질이 있었으나, 황로학을 숭배하고 방사를 끌어들였으며 불로장생을 꿈꿨다. 사실 환온의 괴뢰황제로 환온은 이 때 생애 마지막 북벌을 했으나, 이마저도 처참하게 실패했다.
364년 3월에 곡기를 끊고 불로장생약만 먹다가 과다복용으로 중독되어 폐인이 되었다. 결국 이듬해 365년 2월에 재위 5년 만에 25세의 나이로 태극전 서당에서 사망하고 3월에 안평릉(安平陵)에 안장되었다.

## 기년
| 애제        | 원년                           | 2년                 | 3년        | 4년        |
| ----------- | ------------------------------ | ------------------- | ---------- | ---------- |
| 서력 (西曆) | 362년                          | 363년               | 364년      | 365년      |
| 간지 (干支) | 임술(壬戌)                     | 계해(癸亥)          | 갑자(甲子) | 을축(乙丑) |
| 연호 (年號) | 승평(昇平) 6년 융화(隆和) 원년 | 2년 흥녕(興寧) 원년 | 2년        | 3년        |